# Мадеруело
Мадеруело (ісп. Maderuelo) — муніципалітет в Іспанії, у складі автономної спільноти Кастилія-і-Леон, у провінції Сеговія. Населення — 155 осіб (2010).
Муніципалітет розташований на відстані близько 120 км на північ від Мадрида, 80 км на північний схід від Сеговії.

## Демографія
Динаміка населення (INE ):

## Галерея зображень

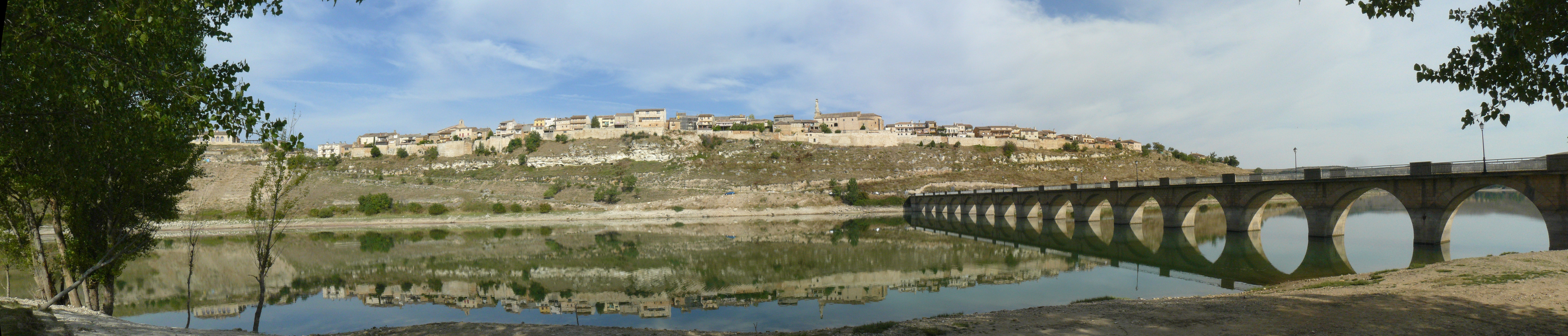
Мадеруело
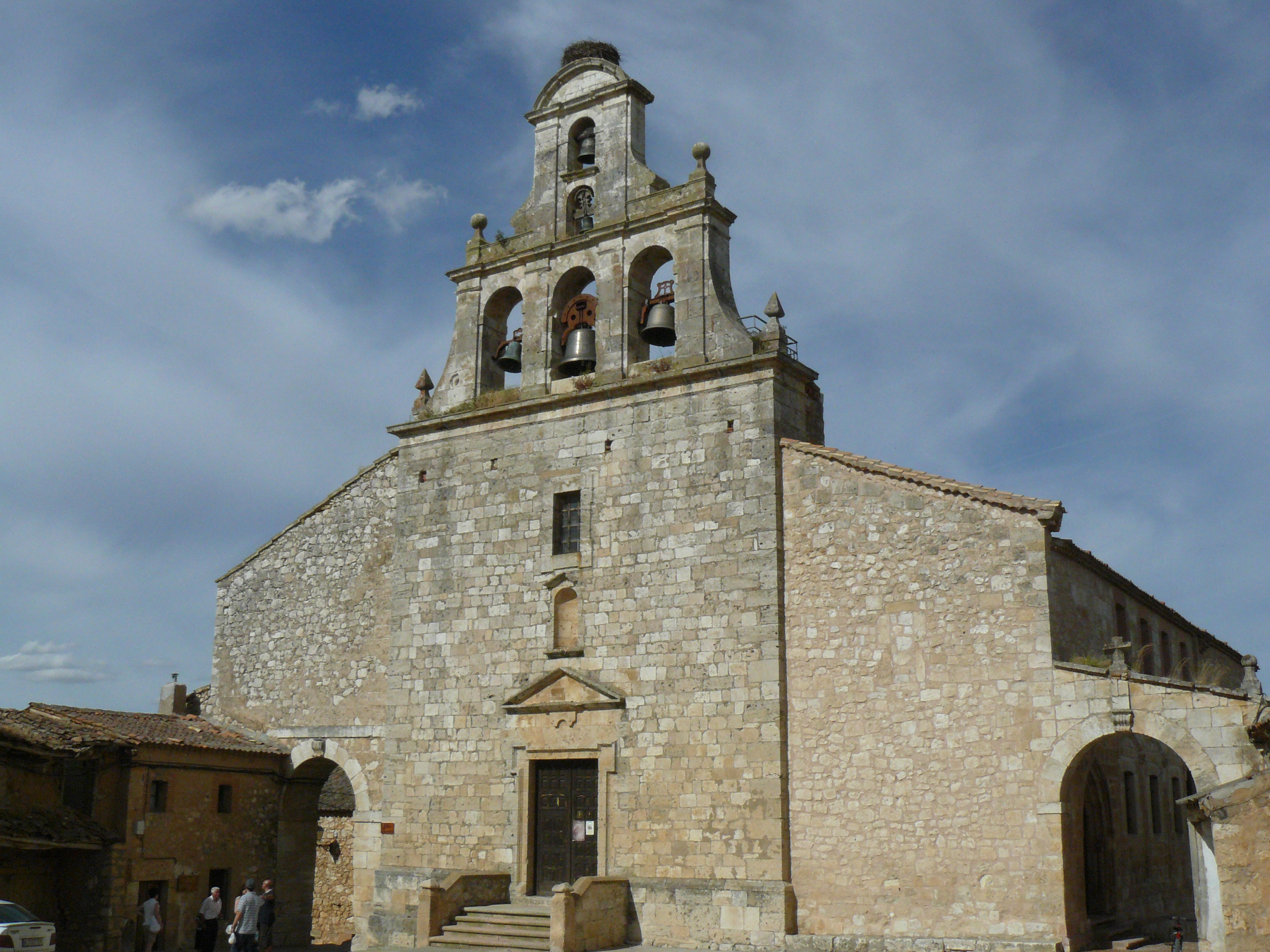
Церква Санта-Марія
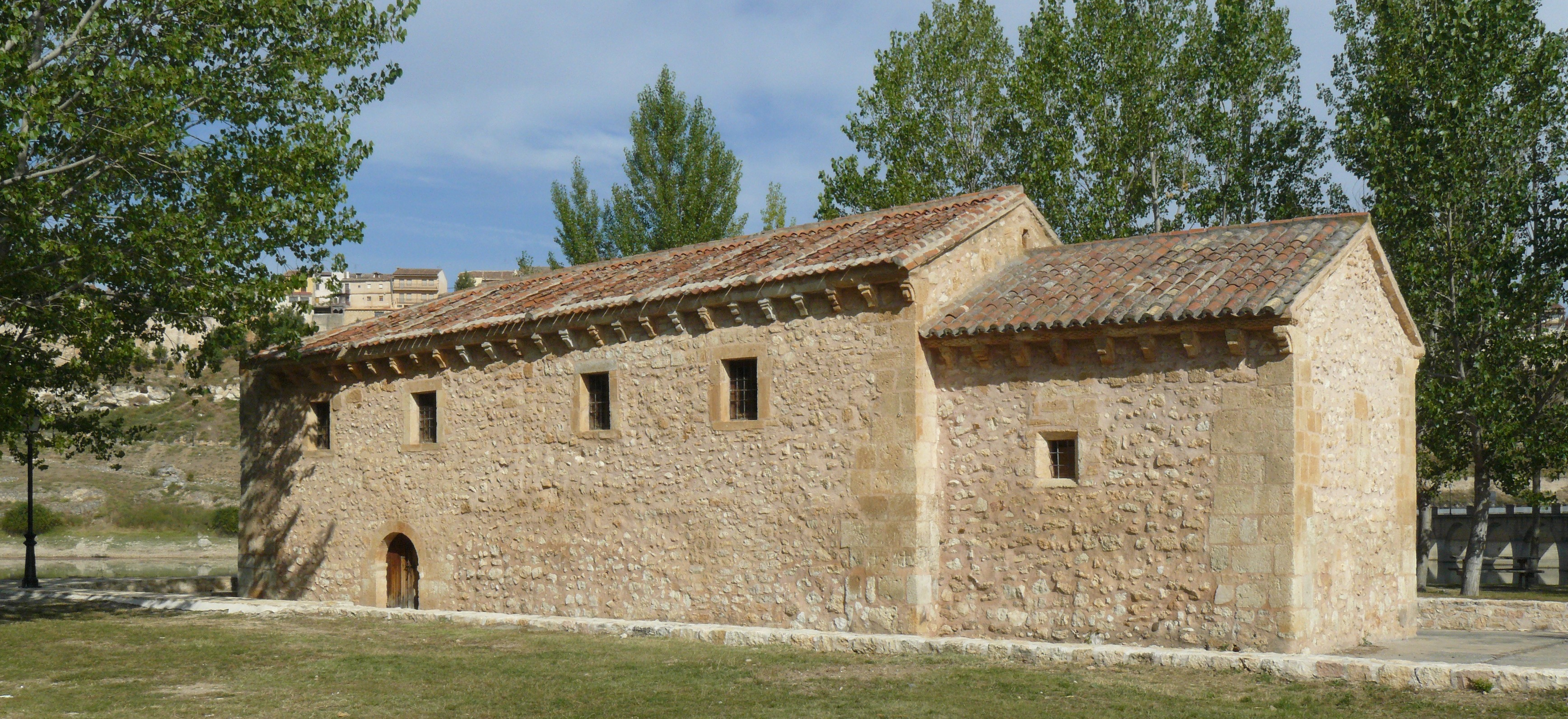
Ерміта-де-ла-Вера-Крус